# Isonychus peruanus
Isonychus peruanus är en skalbaggsart som beskrevs av Moser 1921. Isonychus peruanus ingår i släktet Isonychus och familjen Melolonthidae. Inga underarter finns listade i Catalogue of Life.